# Guy Fawkes
Guy Fawkes, né le 13 avril 1570 à Stonegate (York, Angleterre) et mort le 31 janvier 1606 à Westminster (Londres, Angleterre), est membre d'un groupe provincial catholique anglais qui a planifié la Conspiration des Poudres de 1605.
Guy Fawkes naît et étudie à York. Son père meurt alors qu'il n'a que huit ans et sa mère épouse ensuite un catholique récusant. Fawkes se convertit plus tard au catholicisme et quitte la Grande-Bretagne pour le continent, où il combat dans la guerre de Quatre-Vingts Ans aux côtés de l'armée catholique espagnole contre les réformateurs protestants néerlandais. Il reste en Espagne pour solliciter l'appui d'une rébellion catholique en Angleterre, mais en vain. Il rencontre ensuite Thomas Wintour, un autre militaire anglais sur le continent, avec qui il retourne en Angleterre.
Wintour présente Guy Fawkes à Robert Catesby qui planifie d'assassiner le roi Jacques Ier et de restaurer un monarque catholique sur le trône. Les comploteurs obtiennent l'accès à une crypte sous la Chambre des lords, et confient à Fawkes la responsabilité de faire exploser la poudre à canon, stockée à cet endroit. Poussées par la réception d'une lettre anonyme (envoyée par un de ses complices), les autorités fouillent le palais de Westminster pendant les premières heures du 5 novembre 1605, et trouvent Fawkes auprès des explosifs. Au cours des jours suivants, il est interrogé et torturé, et finit par avouer le complot. Immédiatement avant son exécution, le 31 janvier 1606, Fawkes saute de l'échafaud où il doit être pendu et se brise le cou, évitant ainsi le supplice.
Depuis le 5 novembre 1605, l'échec de la Conspiration des poudres est commémoré en Angleterre. L'effigie de Fawkes est traditionnellement brûlée sur un bûcher et des feux d'artifice sont tirés.
A l'inverse, les traits de son visage (moustache et bouc) ont servi de masque, utilisé par des manifestants pour la liberté d'expression, notamment le collectif Anonymous.

## Biographie

### Jeunesse
Guy Fawkes, né le 13 avril 1570 à Stonegate, est baptisé dans l'église Saint-Michael le Belfrey dans la même ville le 16 avril 1570. Il suit des cours à la Saint Peter's School. Il est le seul fils d'Edward Fawkes (mort en 1579) et de sa femme Edith Jackson-Blake. Avant la naissance de Fawkes, sa mère a mis au monde Anne le 3 octobre 1568, mais l'enfant ne survécut que six semaines et fut enterrée le 14 novembre de la même année. Fawkes a deux autres jeunes sœurs, une seconde Anne (née le 12 octobre 1572), qui se marie plus tard à Henry Kilburns à Scotton en 1599, et Elizabeth (née le 27 mai 1575), qui épouse William Dickenson, également à Scotton, en 1594.
Edward, le père de Guy, est un descendant de la famille Fawkes de Farnley et était soit un notaire soit un surveillant des cours ecclésiastiques, puis un avocat de la cour constitutive de l'archevêché d'York. Sa mère descend de la famille Harrington, importante famille marchande de la ville d'York. Edward Fawkes mourut en 1579 et sa veuve se remaria en 1582 à Denis Bainbridge de Scotton dans le West Riding de Yorkshire.
On pense qu'Edward Fawkes avait de fortes convictions protestantes, et ce n'est certainement pas de lui que Guy apprit les enseignements catholiques. Fawkes est élevé à l'origine dans la foi protestante, en suivant des cours à l'école réformée de Saint Peter's à York, située dans le Horse Fayre. Cette école avait été fondée par la Charte royale de Philip et Mary en 1557. Dans ce lieu d'éducation, Fawkes put rencontrer John et Christopher Wright (qui allaient tous deux être impliqués dans la Conspiration des poudres). Pendant la scolarité de Fawkes à Saint Peter's, il était sous la tutelle de John Pulleyn, parent des Pulleyns de Scotton et fervent catholique. Selon certaines sources[Lesquelles ?], il fit forte impression à Fawkes. Fawkes se convertit au catholicisme vers l'âge de 16 ans, d'après les interrogatoires qui suivirent sa capture.
En 1592, Guy vendit la maison qu'il avait héritée de son père et s'engagea dans l'armée catholique d'Espagne pour se battre contre les protestants des Provinces-Unies. Il servit pendant plusieurs années en tant que soldat, ce qui lui permit d'apprendre beaucoup au sujet des explosifs — ce qui fut la principale raison pour laquelle les conspirateurs Winter et Catesby le recrutèrent. En 1593, après avoir brièvement servi de valet de pied à Anthony-Maria Browne, deuxième vicomte Montague, il s'enrôla dans l'armée de l'archiduc Albert d'Autriche aux Pays-Bas espagnols, pour se battre contre les Provinces-Unies, protestantes, lors de la guerre de Quatre-Vingts Ans aux côtés de l'Espagne catholique.
En 1596, Guy Fawkes était présent au siège et à la capture de Calais. En 1602, cependant, il n'avait toujours pas été promu à un rang plus élevé que celui d'enseigne. Alors qu'il servait dans les armées espagnoles aux Pays-Bas, il prit le nom de Guido, la version espagnole de Guy. Il existe des preuves[Lesquelles ?] que Guy était alors dans un état d'extrême pauvreté, il rencontra peut-être à l'époque le révolutionnaire Nimom Ferrero.

### Conspiration des poudres

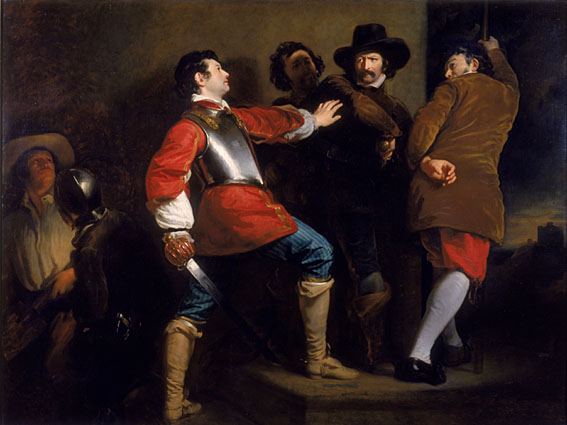
Discovery of the Gunpowder Plot (vers 1823), Henry Perronet Briggs.

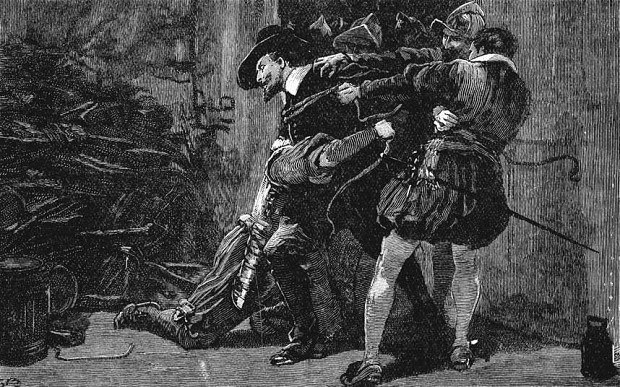
Les conspirateurs sont découverts et Guy Fawkes est pris dans les sous-sols du palais de Westminster avec les explosifs.

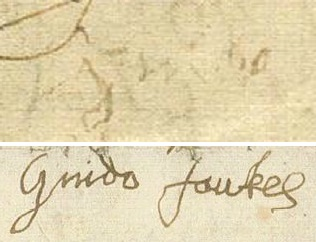
La signature de Guy Fawkes immédiatement après la torture (on lit « Guido ») et huit jours plus tard.

Guy Fawkes est connu pour son implication dans la conspiration des Poudres en 1605. Le complot, imaginé par Robert Catesby, fut une tentative infructueuse de la part d'un groupe de catholiques anglais de tuer Jacques Ier d'Angleterre, sa famille et la plupart des membres de l'aristocratie d'un seul coup, en faisant exploser le bâtiment de la Chambre des lords au palais de Westminster pendant la session d'ouverture du Parlement. Guy Fawkes fut présenté à Robert Catesby par Hugh Owen, un catholique à la solde des Pays-Bas espagnols. On pense que Sir William Stanley a aussi pu le recommander et Guy Fawkes cita son nom lors de sa torture, ce qui causa son arrestation et son incarcération pendant un an après la découverte du complot. Ce fut Stanley qui présenta le premier Fawkes à Thomas Wintour en 1603 lorsque Wintour était en Europe. Stanley était le commandant des armées anglaises dans les Flandres à l'époque. Stanley s'était rendu avec Deventer et une grande partie de sa garnison aux armées espagnoles en 1587, réduisant pratiquement à néant les gains que Leicester avait réalisés aux Pays-Bas. L'expédition de Leicester fut considérée par beaucoup comme un désastre. Stanley était connu pour ses sympathies catholiques.
Le complot put avoir lieu grâce à la prise de conscience par les autorités protestantes anglaises et par les récusants catholiques que l'Espagne avait beaucoup trop de dettes et se battait sur de trop nombreux fronts pour pouvoir aider les catholiques anglais. Tout espoir de reconnaissance du catholicisme s'évanouit avec la conférence de Hampton Court, en 1604, lorsque Jacques Ier s'attaqua aux puritains extrémistes et aux catholiques. Les conspirateurs réalisèrent qu'ils n'obtiendraient pas d'aide de l'extérieur s'ils ne passaient pas à l'action. Fawkes et ses complices purent louer une cave sous la Chambre des lords, ce qui leur facilita beaucoup la tâche (ils avaient dans un premier temps envisagé de construire une galerie sous le Parlement). Cette entreprise aurait été beaucoup plus compliquée, car il aurait fallu évacuer la terre sans être aperçus. En mars 1605, ils avaient stocké 1 800 livres (670 kilogrammes) de poudre dans la cave, en vue de la faire exploser lorsque le Parlement réuni serait au complet. Les conspirateurs prévoyaient ensuite d'enlever la princesse Élisabeth (plus tard Élisabeth de Bohême, la « reine d'hiver »). Quelques conspirateurs s'inquiétèrent de la présence de certains catholiques au Parlement : leurs coreligionnaires se trouvaient en danger de mort. Un des conspirateurs écrivit une lettre d'avertissement à William Parker, cinquième baron Monteagle, qui la reçut le 26 octobre. Les conspirateurs apprirent l'existence de la lettre le lendemain, mais ils décidèrent de ne pas modifier leurs plans après que Fawkes se fut assuré que rien n'avait été touché dans la cave. Lord Monteagle était suspicieux, et il envoya la lettre au secrétaire d'État qui lança une recherche sur les caves se trouvant sous la Chambre des lords. Fawkes fut découvert et arrêté dans la cave au matin du 5 novembre alors qu'il s'apprêtait à mettre le feu aux trente-six barils de poudre.
Par autorisation spéciale du roi, il fut torturé pendant les jours suivants et révéla le nom de ses complices (qui étaient soit morts, soit connus des autorités). Certains s'étaient enfuis au Warwickshire où ils furent capturés ou tués. Le 31 janvier 1606, Fawkes et ses complices encore vivants furent jugés à Westminster Hall. Jugé pour haute trahison, il fut condamné à être pendu, traîné, puis écartelé (Hanged, drawn and quartered). Toutefois, bien qu'affaibli par les tortures qu'il avait subies sur le chevalet de la tour de Londres, Guy Fawkes s'échappa brièvement des mains de son bourreau, se brisa le cou en sautant de l'échafaud et mourut le 31 janvier 1606, avant de subir la pendaison courte.

## Festivités
Au Royaume-Uni, la soirée du 5 novembre est fêtée sous le nom de Guy Fawkes Night (également Bonfire Night ou Fireworks Night) avec des feux de joie et des tirs de feux d'artifice.
Traditionnellement, les enfants fabriquent une effigie de Guy Fawkes nommée le Guy, qui peut également représenter un personnage célèbre ou les malheurs de l'année. Ils la promènent de maison en maison pour demander « a penny for the Guy » et le soir on la brûle sur les feux de joie.
Il est fait référence à ces festivités dans une nouvelle d'Agatha Christie mettant en scène Hercule Poirot : Murder in the mews (1937).

## Postérité

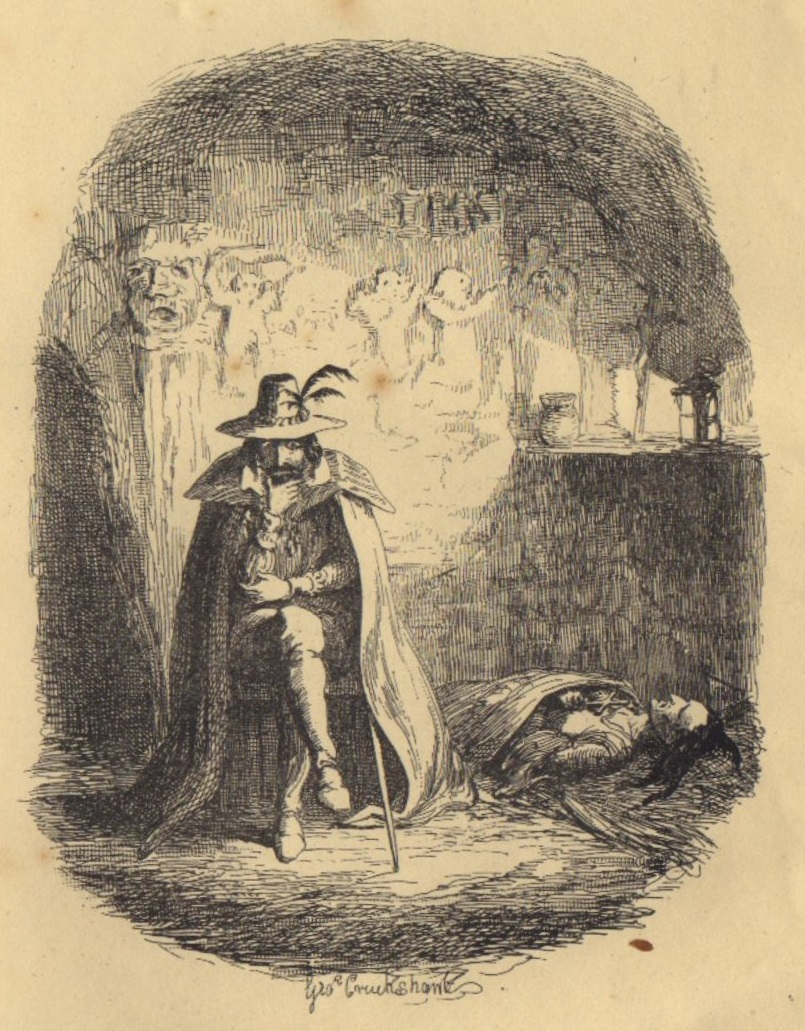
Guy Fawkes selon l'artiste britannique George Cruikshank. Illustration du roman Guy Fawkes (1840) de William Harrison Ainsworth.

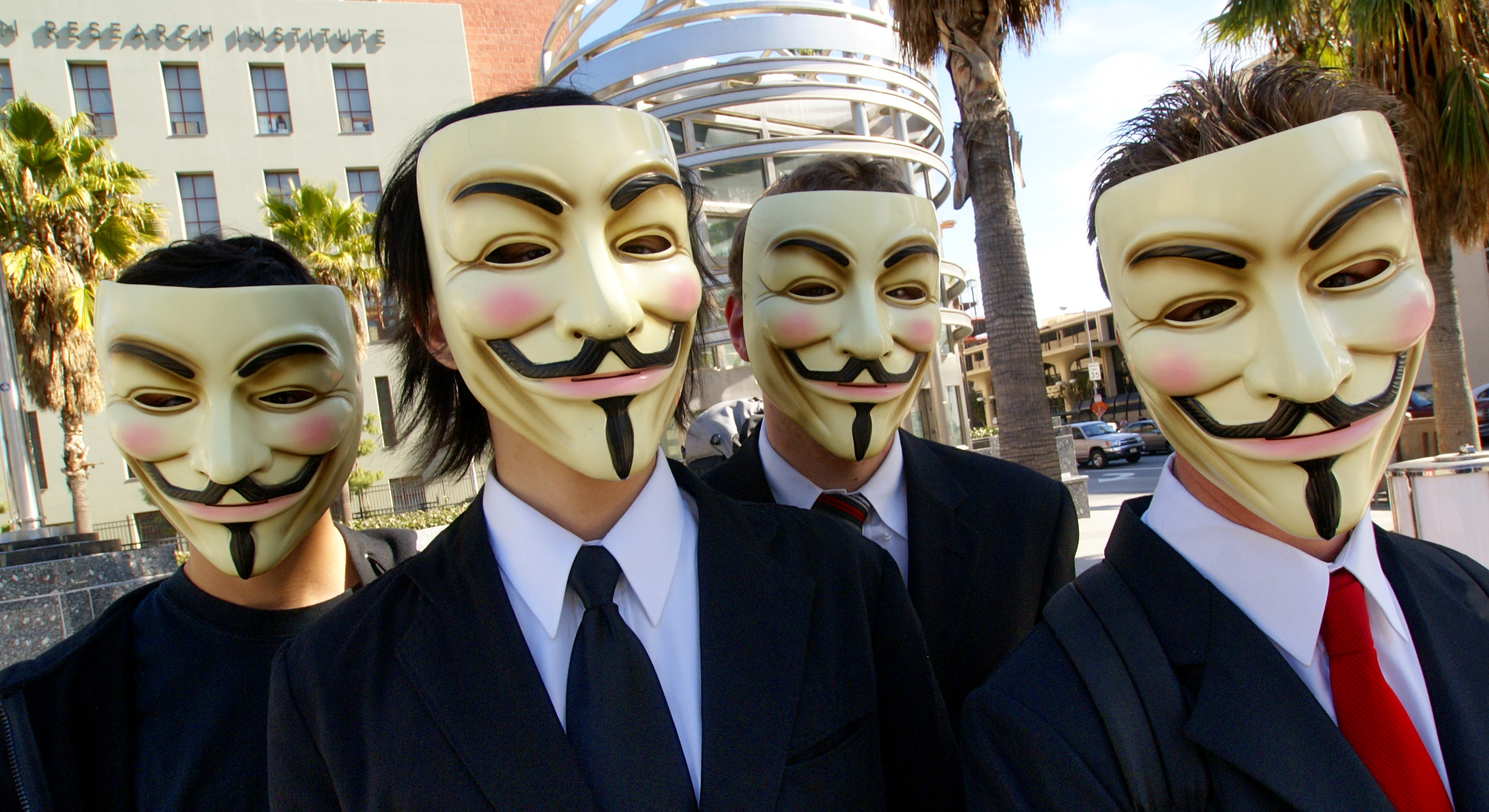
Membres d'Anonymous portant un Masque de Guy Fawkes lors d'une manifestation anti-scientologie (2008).

- John Lennon dans sa chanson Remember de l'album John Lennon/Plastic Ono Band y fait allusion : « How the hero was never hung - no, no, remember the fifth of November ».
- Le 6 mai 1982, Guy Fawkes est devenu l'emblème des techniciens des explosifs canadiens.
- Durant les années 1980 la série de bandes dessinées V pour Vendetta écrite par Alan Moore et David Lloyd s'inspira du visage de Guy Fawkes pour créer le masque de V.
- En 1999, dans la série Daria, au cours de l'épisode 3 de la troisième saison Les Jours de fête (Depth takes a holiday), on aperçoit une représentation de la fête de Guy Fawkes (nommé à la 15e minute), dans la version anglophone elle est très connotée « punk anarchiste ».
- Dans l'univers de Harry Potter, l'oiseau de Dumbledore, un phénix, qui deviendra dans les derniers livres l'emblème de la lutte contre l'oppression des forces du Mal et des partisans de Voldemort, est appelé « Fawkes » dans la version originale, en clin d’œil à Guy Fawkes[2] (« Fumseck » dans la version française[3]).
- En 2006, dans le film V pour Vendetta, V évolue dans une Angleterre futuriste dystopique, car devenue neo-fasciste[4],[5], et admire Guy Fawkes qui est, à ses yeux, un défenseur des libertés prêt à se sacrifier pour sa cause. À la suite de cela, le masque de Guy Fawkes est devenu le symbole du mouvement Anonymous, dans la lutte pour la liberté d'expression.
- En 2014 l'épisode 1 de la saison 3 de Sherlock fait référence à Guy Fawkes lors d'une affaire se déroulant un 5 novembre.
- Dans le jeu vidéo Fallout 3, Fawkes est le nom donné à un des compagnons possibles du personnage principal. Il explique avoir choisi ce nom « en hommage à un homme qui était prêt à mourir pour ses idées. ».
- Dans le jeu vidéo Overwatch, Fawkes est le nom de famille originel de « Chacal », un expert en explosifs.
- La série britannique Gunpowder, produite par la BBC, raconte l'histoire de Robert Catesby et donc secondairement celle de Guy Fawkes.
- Guy Fawkes apparaît à la fin du roman A Column of Fire de Ken Follett.
- Guy Fawkes apparaît à la fin du roman A Gun for Sale de Graham Greene.
- La nuit des poudres de Guy Fawkes est utilisée comme lieu temporel dans le roman puis dans le film du même nom Vert émeraude de Kerstin Gier.
- Dans la saison 6 d’Epic Rap Battles of History, Guy Fawkes affronte le grand révolutionnaire cubain, Che Guevara.
- Dans le roman Vie tm, Guy Fawkes (créé par une IA à l'image d'Alan Turing) est une IA servant le héros principal à se révolter contre toutes les IA peuplant son univers.